# 红色托利
红色托利（Red Tory）是源自托利党传统的中右翼或家长式保守主义政治哲学的追随者，它在加拿大最为主导，但在英国也有存在。红色托利倾向于支持社群主义的社会政策，同时保持一定程度的财政纪律以及对社会和政治秩序的尊重。红色托利与主张经济自由主义的蓝色托利形成鲜明对比。
在加拿大，红色托利主义存在于省级和联邦保守党政党中。红色托利的历史标志着加拿大和美国政治文化发展的差异。加拿大保守主义和美国保守主义在根本上存在差异，包括他们对社会问题的立场以及政府在社会中的作用。
加拿大的红色保守党政府，例如约翰·A·麦克唐纳、罗伯特·博登和约翰·迪芬贝克政府，以支持政府在经济中发挥积极作用而闻名，包括创建加拿大国家铁路等政府所有和经营的皇家公司，以及通过国家政策等计划发展和保护加拿大工业。

## 历史
从历史上看，加拿大保守主义源于托利党传统，特别关注个人权利和集体主义之间的平衡，并通过传统的前工业化道德标准来调节——这在美国保守主义中从未如此明显。
红色托利主义很大程度上源自古典保守主义传统，该传统认为，如果特权阶级成员履行贵族义务并为共同利益做出贡献，那么社会阶层之间财富和政治特权的不平等分配就是合理的。红色托利支持宗教和君主制等传统制度，并维护社会秩序。这一立场后来体现在他们对福利国家某些方面的支持上。正如科林·坎贝尔和威廉·克里斯蒂安在《加拿大的政党和意识形态》中所阐述的那样，这种对共同利益的信念是红色托利主义的根源。
与美国的经验不同，美国的阶级划分被视为不民主（尽管仍然存在），加拿大保守党对政府采取了更为家长式的看法。 君主制、公共秩序和良好的政府——被理解为对共同利益的奉献——先于、调节和平衡了对个人权利和自由的信念。 安东尼·霍尔认为，加拿大的红色保守主义是专门为了反对美国革命及其意识形态而发展起来的。
加拿大的这种保守主义很大程度上源自英国保守派思想家和政治家理查德·胡克、第七任沙夫茨伯里伯爵、本杰明·迪斯雷利、第一代比肯斯菲尔德伯爵所发展的保守党传统。维多利亚时代对加拿大保守主义的主要影响是迪斯雷利的一国保守主义和伦道夫·丘吉尔勋爵倡导的激进保守主义。这些托利党传统中固有的是贵族义务和保守的社群主义理想。
在维多利亚时代，这些思想是大英帝国保守主义思想的主要流派，并由加拿大约翰·A·麦克唐纳保守联盟的托利派提出。他们不否认自1776年至1796年间保皇派离开美洲殖民地以来，托利党的社群主义和集体主义传统就一直存在于英属北美殖民地。正是这一方面是美国和加拿大保守政治文化之间的主要区别之一。
“红色”托利党主义的明确概念是由多伦多大学教授加德·霍洛维茨（Gad Horowitz）在1960年代提出的，他认为加拿大存在重要的托利主义意识形态。这一愿景将加拿大与美国进行了对比，美国被认为缺乏这种集体主义传统，这种传统在美国革命和联合帝国保皇党外流后被从美国政治文化中删除。霍洛维茨认为，加拿大更强大的社会主义运动源自保守党，这解释了为什么社会主义在美国的选举中从未取得过太大的成功。这也意味着加拿大的自由观念更加集体化和社群主义，并且可以被视为比美国自由实践和理论更直接地衍生自英国传统。霍洛维茨认为，乔治·格兰特和尤金·福西是这种思想的典范，这种思想认为基督教在公共事务中发挥着核心作用，并对资本主义和占主导地位的商业精英提出了深刻批评。